# کوسه آب‌سنگ کارائیبی
کوسه آب‌سنگ کارائیبی (نام علمی: Carcharhinus perezi) نام یک گونه از راسته زمین‌کوسه‌سانان است.